# Sarah Davidson
Sarah Davidson (* 5. Dezember 1958 in Toronto) ist eine kanadische Harfenistin und Musikpädagogin.

## Leben
Die Tochter des Jazzkornettisten Jimmy Davidson und der Geigerin Erica Zentner studierte Harfe bei Judy Loman und Musiktheorie bei Bonnie Silver. Vierzehnjährig debütierte sie als Gastsolistin mit dem Toronto Symphony Orchestra. 1979 wurde sie Erste Harfenistin des Orchesters der Canadian Opera Company, von 1980 bis 1985 wirkte sie in gleicher Funktion beim National Ballet Orchestra. Als Solistin trat sie mit verschiedenen kanadischen Orchestern, aber auch in England und Schottland auf.
Ab 1976 gab Davidson privaten Unterricht, daneben wirkte sie als Jurorin bei verschiedenen Musikwettbewerben, an der Glenn Gould School und der University of Toronto. Seit 2006 unterrichtet sie Harfe an der Don Wright Faculty of Music der University of Western Ontario.

## Quelle
- Sarah Davidson. In:  Encyclopedia of Music in Canada. herausgegeben von The Canadian Encyclopedia (englisch, französisch).

| Personendaten    | Personendaten                             |
| ---------------- | ----------------------------------------- |
| NAME             | Davidson, Sarah                           |
| KURZBESCHREIBUNG | kanadische Harfenistin und Musikpädagogin |
| GEBURTSDATUM     | 5. Dezember 1958                          |
| GEBURTSORT       | Toronto                                   |